# Nationalparker i Polen
Der er 23 nationalparker i Polen . Disse blev tidligere drevet af den polske Styrelse for Nationalparker (polsk: Krajowy Zarząd Parków Narodowych), men i 2004 blev ansvaret for dem overført til det polske  miljøministerium . De fleste nationalparker er opdelt i strengt og delvist beskyttede zoner. Derudover er de normalt omgivet af en beskyttende bufferzone kaldet otulina.
I Polen fastlår en lov fra 2004, at en nationalpark ''dækker et område med enestående miljømæssig, videnskabelig, social, kulturel og uddannelsesmæssig værdi, med et areal på ikke mindre end 1000 ha, der beskytter helheden af landskabets natur og kvaliteter. En nationalpark oprettes for at bevare biodiversitet, ressourcer,  objekter, natur- og landskabsværdier, for at genoprette den rette tilstand af naturlige ressourcer og komponenter og for at genoprette ødelagte habitater, for planter, dyr og svampe ."
En nationalparks område er opdelt i forskellige zoner med forskellige bevaringsmetoder. Der er strenge beskyttelseszoner såvel som aktive  og landskabsrelaterede projekter.
Områderne, der grænser op til nationalparker, er blevet udpeget som bufferzoner. Bufferzonen kan omfatte beskyttelsesområder for vildt, hvor jagt ikke er tilladt. Nationalparker er tilgængelige for besøg, men kun i bestemte områder og ad bestemte  veje og stier.
Polens nationalparker finansieres via statens budget. De ledes af direktørerne som er et  rådgivende organ for parkrådet. Ind til 30. april 2004 blev parker overvåget af National Board of National Parks. Fra den 1. maj 2004 blev opgaverne overtaget af miljøministeriets departement for skov, natur- og landskabsbeskyttelse og siden 19. januar 2007 af den uafhængige afdeling for Natura 2000- områder og nationalparker. Efter  2008 udøves tilsynet med parkerne af Miljøministeriets Bevaringsafdeling.
De polske nationalparker har gennemført adskillige forskningsprogrammer, og de spiller en vigtig rolle i samfundets økologiske uddannelse. Nationalparkerne kan besøges, da de giver en veludviklet turistinfrastruktur. Mange af dem tilbyder specielt tilberedte stier, uddannelsescentre og naturhistoriske museer.

|  | Image                                                                                             | Navn                         | kommer af                                     | Hjemsted                       | Sted                                | Areal (km²) | År          | Symbol                               | IUCN                         | Naboparker                                       |
|  | ------------------------------------------------------------------------------------------------- | ---------------------------- | --------------------------------------------- | ------------------------------ | ----------------------------------- | ----------- | ----------- | ------------------------------------ | ---------------------------- | ------------------------------------------------ |
|  | Babia Góra                                                                                        | Babia Góra Nationalpark      | Babia Góra-massivet                           | Zawoja                         | 49°35′N 19°32′Ø / 49.583°N 19.533°Ø | 33,92       | 1955 (1933) | Laserpitium archangelica             | Biosfærereservat             | Horná Orava beskyttet landskab, Slovakiet        |
|  | Białowieża Forest                                                                                 | Białowieska nationalpark     | Białowieska (landsby) og Białowieskaskoven    | Białowieża                     | 52°40′N 23°50′Ø / 52.667°N 23.833°Ø | 105,02      | 1947 (1932) | Bison                                | Verdensarv, Biosfærereservat | Belavezhskaya Pushcha Nationalpark, Hviderusland |
|  | Biebrza River                                                                                     | Biebrza Nationalpark         | Biebrza flod                                  | Osowiec-Twierdza nær Goniądz   | 53°35′N 22°46′Ø / 53.583°N 22.767°Ø | 592,23      | 1993        | Ruff                                 | Biosfærereservat             |                                                  |
|  | Krzemień Mountain in the Bieszczady Range                                                         | Bieszczady Nationalpark      | Bieszczadybjergene                            | Ustrzyki Górne                 | 49°06′N 22°40′Ø / 49.100°N 22.667°Ø | 292,01      | 1973        | Lynx                                 | Biosfærereservat             | Poloniny Nationalpark, Slovakiet                 |
|  | Tuchola Forest                                                                                    | Tucholaskoven Nationalpark   | Tuchola (by) og Tucholaskoven                 | Charzykowy nær Chojnice        | 53°36′N 18°00′Ø / 53.600°N 18.000°Ø | 47,98       | 1996        | Tjur                                 |                              |                                                  |
|  | Ostrowieckie Lake                                                                                 | Drawno Nationalpark          | Drawno (by) og floden Drawa River             | Drawno                         | 53°07′N 16°15′Ø / 53.117°N 16.250°Ø | 114,41      | 1990        | Odder                                |                              |                                                  |
|  | Turbacz Mountain i Gorcebjergene                                                                  | Gorce Nationalpark           | Gorcebjergene                                 | Poręba Wielka                  | 49°34′N 20°10′Ø / 49.567°N 20.167°Ø | 70,29       | 1981        | Ildsalamander                        |                              |                                                  |
|  | Błędne Skały i Stołowebjergene                                                                    | Stołowebjergene Nationalpark | Stołowebjergene                               | Kudowa-Zdrój                   | 50°28′N 16°20′Ø / 50.467°N 16.333°Ø | 63,40       | 1993        | Sandstensformation                   |                              |                                                  |
|  | A moose in the Kampinos Forest                                                                    | Kampinos Nationalpark        | Kampinos (landsby) og Kampinosskoven          | Izabelin nær Warshawa          | 52°19′N 20°28′Ø / 52.317°N 20.467°Ø | 385,44      | 1959        | Elsdyr                               | Biosfærereservat             |                                                  |
|  | Mały Szyszak Mountain in the Giant Mountains                                                      | Karkonosze Nationalpark      | Karkonosze (bjerge)                           | Jelenia Góra                   | 50°46′N 15°37′Ø / 50.767°N 15.617°Ø | 55,76       | 1959        | Bjerg                                | Biosærereservat              | Krkonošský NP, Tjekkiet                          |
|  | Visitor center and museum                                                                         | Magura Nationalpark          | Magura Wątkowska (bjergkæde)                  | Krempna                        | 49°31′N 21°31′Ø / 49.517°N 21.517°Ø | 194,39      | 1995        | Musvåge                              |                              |                                                  |
|  | A male western marsh harrier                                                                      | Narew Nationalpark           | Narew River                                   | Kurowo nær Kobylin-Borzymy     | 53°04′N 22°53′Ø / 53.067°N 22.883°Ø | 68,1        | 1996        | Rørhøg                               |                              |                                                  |
|  | Limestone formations in the Ojcowski National Park                                                | Ojców Nationalpark           | Ojców (village)                               | Ojców                          | 50°13′N 19°50′Ø / 50.217°N 19.833°Ø | 21,46       | 1956        | Flagermus                            |                              |                                                  |
|  | Trzy Korony Mountain overlooking the Dunajec River                                                | Pieniny Nationalpark         | Pieniny Mountains                             | Krościenko nad Dunajcem        | 49°25′N 20°22′Ø / 49.417°N 20.367°Ø | 23,46       | 1954 (1932) | Trzy Koronybjerget og Dunajec floden |                              | Pieninský NP, Slovakiet                          |
|  | A common crane                                                                                    | Polesie Nationalpark         | Polesie region                                | Urszulin                       | 51°27′N 23°09′Ø / 51.450°N 23.150°Ø | 97,62       | 1990        | Trane                                | Biosfærereservat             | Shatskyy Nationalpark, Ukraine                   |
|  | Konik horses in the Roztoczański National Park                                                    | Roztocze Nationalpark        | Roztocze (bakker)                             | Zwierzyniec                    | 50°36′N 23°01′Ø / 50.600°N 23.017°Ø | 84,83       | 1974        | Konikheste                           |                              |                                                  |
|  | A sand dune in the Słowiński National Park                                                        | Słowiński Nationalpark       | Slovincian stamme                             | Smołdzino nær Słupsk           | 54°40′N 17°13′Ø / 54.667°N 17.217°Ø | 186         | 1967        | Sølvmåge                             | Biosfærereservat             |                                                  |
|  | Bukowa Góra in the Świętokrzyskie Mountains                                                       | Świętokrzyski Nationalpark   | Święty Krzyż (kors) og Świętokrzyskiebjergene | Bodzentyn                      | 50°52′N 20°58′Ø / 50.867°N 20.967°Ø | 76,26       | 1950        | Rådyr                                |                              |                                                  |
|  | Czarny Staw (Black Lake) in the High Tatra Mountains                                              | Tatra Nationalpark           | Tatra Mountains                               | Zakopane                       | 49°15′N 19°56′Ø / 49.250°N 19.933°Ø | 211.64      | 1954 (1947) | Tatragemse                           | Biosfærereservat             | Tatra Nationalpark (Slovakiet)                   |
|  | Postomiafloden i Ujście Warty NP                                                                  | Ujście Warty Nationalpark    | Sammenløbet af floderne Warta og Oder         | Chyrzyno nær Kostrzyn nad Odrą | 52°35′N 14°42′Ø / 52.583°N 14.700°Ø | 80,38       | 2001        | Tundrasædgås                         |                              |                                                  |
|  | A stone commemorating Prof. Adam Wodziczko who advocated the idea of creating the Wielkopolski NP | Wielkopolski Nationalpark    | Wielkopolska (Storpolen) region               | Jeziory nær Mosina             | 52°17′N 16°51′Ø / 52.283°N 16.850°Ø | 75,84       | 1957        | Ugle                                 |                              |                                                  |
|  | Wigry Lake                                                                                        | Wigry Nationalpark           | Wigrysøen                                     | Krzywe                         | 54°02′N 23°06′Ø / 54.033°N 23.100°Ø | 150,86      | 1989        | Bæver                                |                              |                                                  |
|  | A cliff and a beach in the Woliński NP                                                            | Wolin Nationalpark           | Wolin ø                                       | Misdroy                        | 53°55′N 14°30′Ø / 53.917°N 14.500°Ø | 109,37      | 1960        | Hvidhalet ørn                        |                              |                                                  |

|  | Østersøkysten |  | Lavlandsbælte |  | Sudeterne  |
|  | Søområde      |  | Højlandsbælte |  | Karpaterne |